# Base Carlini
A Estação científica Carlini é uma base permanente Argentina na Antártica localizada na 62° 14′ S, 58° 40′ O, estabelecida primeiramente em 1953 na Ilha 25 de Mayo (em português:  Ilha do Rei George) entre as Ilhas Shetland do Sul. Tem uma população máxima de 60 pessoas. Está próxima de outras bases (do Uruguai, Chile, Coreia, Rússia, China e Polônia), e próxima a uma colônia de mais de 16.000 pinguins e 650 leões marinhos.
A Estação foi erguida em 1982, e tem uma população de inverno média de 20 pessoas.
A base tem 15 prédios, dois laboratórios e um cinema. A fim de alcançá-la, é necessário voar de Ushuaia para a Base Marambio e então navegar por alguns dias.

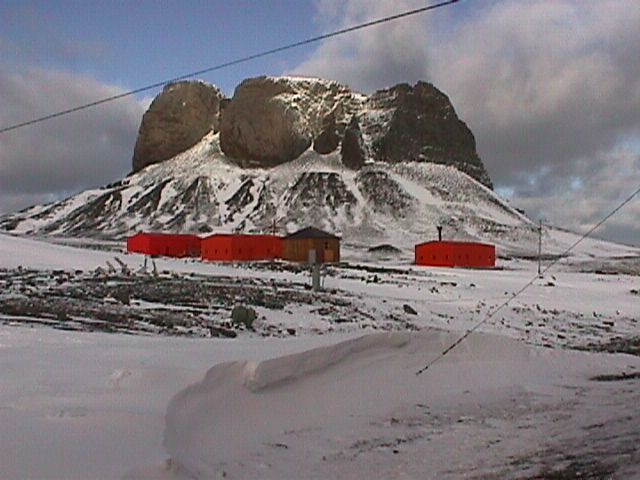
Base Carlini, com a colina Tres Hermanos (Três Irmãos) atrás.